# Rosie Perez
Rosa Perez (ismertebb nevén Rosie Perez, New York, 1964. szeptember 6. –) amerikai színésznő és aktivista.

## Fiatalkora
1964. szeptember 6-án született Brooklyn Bushwick nevű negyedében, Lydia Pérez és Ismael Serrano gyermekeként.
Testvéreivel együtt Bushwickben nőtt fel.

## Pályafutása
Karrierje 19 éves korában kezdődött, amikor táncos volt a Soul Train című műsorban.

## Magánélete
Gyerekkorában anyja gyakran bántalmazta őt, testvéreivel együtt. Emiatt ideges és depressziós volt, de a terápia hatására ez mára javult.
2013. szeptember 15-én házasodott össze Eric Haze művésszel. 
A brooklyni Clinton Hill-ben élnek. Előző férje Seth Zvi Rosenfeld filmrendező volt.
Az Ananász expressz című film DVD-kommentárjában elmondta, hogy allergiás a tejtermékekre. Tupac Shakur barátja volt.

## Filmográfia

### Film

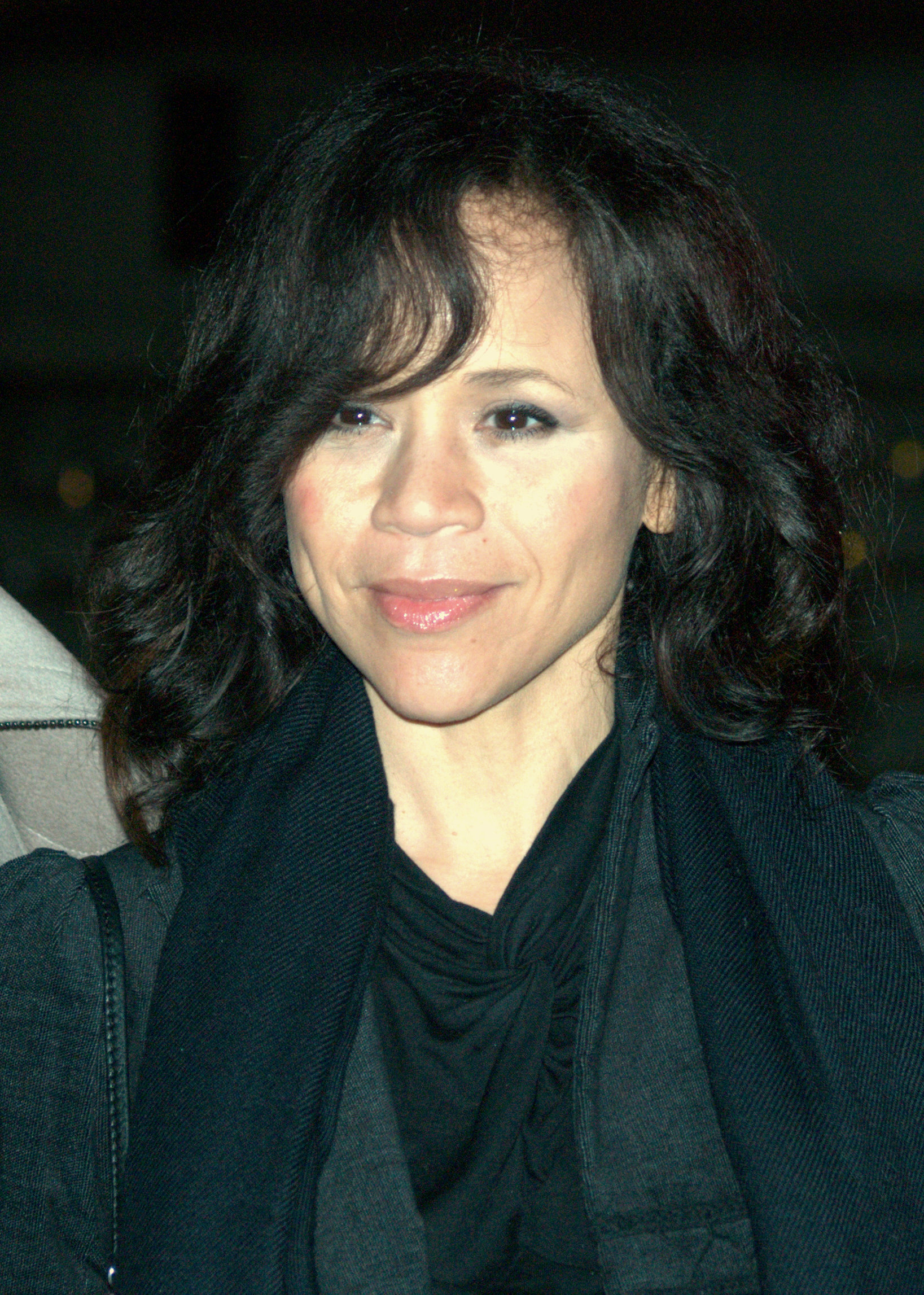
2009-ben

| Év   | Magyar cím                        | Eredeti cím                | Szerep                                        | Magyar hang         |
| ---- | --------------------------------- | -------------------------- | --------------------------------------------- | ------------------- |
| 1989 | Szemet szemért                    | Do the Right Thing         | Tina                                          | Szénási Kata        |
| 1991 | Éjszaka a Földön                  | Night on Earth             | Angela                                        |                     |
| 1992 | Zsákolj, ha tudsz!                | White Men Can't Jump       | Gloria Clemente                               | Biró Anikó          |
| 1992 | Zsákolj, ha tudsz!                | White Men Can't Jump       | Gloria Clemente                               | Murányi Tünde       |
| 1993 | Rakoncátlan szív                  | Untamed Heart              | Cindy                                         | Urszuly Edit        |
| 1993 | Rakoncátlan szív                  | Untamed Heart              | Cindy                                         | Timkó Eszter        |
| 1993 | Rakoncátlan szív                  | Untamed Heart              | Cindy                                         | Zborovszky Andrea   |
| 1993 | Félelem nélkül                    | Fearless                   | Carla Rodrigo                                 | Nyakó Júlia         |
| 1994 | Sorsjegyesek                      | It Could Happen to You     | Muriel Lang                                   | Biró Anikó          |
| 1994 | Sorsjegyesek                      | It Could Happen to You     | Muriel Lang                                   | Murányi Tünde       |
| 1994 |                                   | Somebody to Love           | Mercedes                                      |                     |
| 1997 |                                   | A Brother's Kiss           | Debbie                                        |                     |
| 1997 | Perdita Durango – Démoni szeretők | Perdita Durango            | Perdita Durango                               | Kisfalvi Krisztina  |
| 1999 |                                   | The 24 Hour Woman          | Grace Santos                                  |                     |
| 2000 |                                   | King of the Jungle         | Joanne                                        |                     |
| 2000 | Irány Eldorádó                    | The Road to El Dorado      | Chel (hangja)                                 | Kiss Eszter         |
| 2001 | Libidó – Vissza az ösztönökhöz    | Human Nature               | Louise                                        |                     |
| 2001 | Fiúk az életemből                 | Riding in Cars with Boys   | Shirley Perro                                 |                     |
| 2003 |                                   | From the 104th Floor       | Narrátor (hangja)                             |                     |
| 2005 | Isten bárányai                    | All the Invisible Children | Ruthie ("Jesus Children of America"-szegmens) |                     |
| 2006 | A pótpapa                         | Just Like the Son          | Mrs. Ponders                                  |                     |
| 2008 | Különleges indíték                | The Take                   | Marina De La Pena                             | Murányi Tünde       |
| 2008 | Ananász expressz                  | Pineapple Express          | Carol Brazier tiszt                           | Agócs Judit         |
| 2010 | Pancser Police                    | The Other Guys             | önmaga (cameo)                                |                     |
| 2010 |                                   | Pete Smalls Is Dead        | Julia                                         |                     |
| 2012 | Szoba kilátások nélkül            | Small Apartments           | Ms. Baker                                     | F. Nagy Eszter      |
| 2012 | Nem hátrálunk meg                 | Won't Back Down            | Brenna Harper                                 | Zakariás Éva        |
| 2013 | A jogász                          | The Counselor              | Ruth                                          | Szirtes Ági         |
| 2013 |                                   | Gods Behaving Badly        | Perszephoné                                   |                     |
| 2014 |                                   | The Hero of Color City     | Red (hangja)                                  |                     |
| 2014 |                                   | Fugly!                     | Zowie                                         |                     |
| 2015 | Tökéletes hang 2.                 | Pitch Perfect 2            | Talk-show házigazda                           |                     |
| 2015 | Puerto Rico-i zsaruk Párizsban    | Puerto Ricans in Paris     | Gloria                                        | Solecki Janka       |
| 2015 |                                   | Five Nights in Maine       | Ann                                           |                     |
| 2017 |                                   | Active Adults              | Zoe                                           |                     |
| 2019 | A holtak nem halnak meg           | The Dead Don't Die         | Posie Juarez                                  |                     |
| 2020 | Ragadozó madarak                  | Birds of Prey              | Renee Montoya                                 | Kocsis Judit        |
| 2020 | Az utolsó akarat                  | The Last Thing He Wanted   | Alma Guerrero                                 | Majsai-Nyilas Tünde |
| 2021 | Együtt bezárva                    | With/In: Volume 1          | Coco                                          |                     |
| 2021 | Clifford, a nagy piros kutya      | Clifford the Big Red Dog   | Lucille                                       |                     |

Egyéb filmek
| Év   | Cím                                                                              | Szerep | Megjegyzések                                  |
| ---- | -------------------------------------------------------------------------------- | ------ | --------------------------------------------- |
| 2000 | My Generation                                                                    | önmaga | dokumentumfilm                                |
| 2004 | Exactly                                                                          | Angela | rövidfilm                                     |
| 2005 | Yo soy Boricua, pa'que tu lo sepas!                                              | önmaga | dokumentumfilm filmrendező és vezető producer |
| 2006 | Home                                                                             | önmaga | dokumentumfilm                                |
| 2008 | Big Pun: The Legacy                                                              | önmaga | dokumentumfilm                                |
| 2011 | Brooklyn Boheme                                                                  | önmaga | dokumentumfilm                                |
| 2015 | Stretch and Bobbito: Radio That Changed Lives                                    | önmaga | dokumentumfilm                                |
| 2016 | Michael Jackson's Journey from Motown to Off the Wall                            | önmaga | dokumentumfilm                                |
| 2016 | Muhammad Ali: A Life                                                             | önmaga | dokumentumfilm                                |
| 2017 | My Name Is Pedro                                                                 | önmaga | dokumentumfilm                                |
| 2018 | Pa'lante                                                                         | önmaga | dokumentum-rövidfilm vezető producer          |
| 2020 | Jó utat a tudatmódosítók világában! Have a Good Trip: Adventures in Psychedelics | önmaga | dokumentumfilm                                |